# Peter Voigtländer
Peter Wilhelm Friedrich von Voigtländer (17 de noviembre de 1812 - 8 de abril de 1878) fue un empresario, óptico y pionero de la fotografía. Es conocido por construir la primera cámara fotográfica moderna con lentes Petzval.
Su abuelo Joham Christof Voigtländer (1732-1797) fundó una empresa constructora de microscopios solares en 1756, en la que continúo trabajando su padre Vater Johann Friedrich Voigtländer (1779-1859) hasta que se encargó de ella Peter.
En 1841 se encargó de la fabricación de una cámara con las lentes diseñadas por Petzval y que supuso un progreso técnico muy importante para hacer daguerrotipos.
En 1867 fue nombrado caballero y declarado noble por el Emperador de Austria. En 1868 se trasladó la sede de la empresa a Brunswick.